# 신동엽의 감각제국
《신동엽의 감각제국》은 tvN에서 2006년 10월 28일부터 2007년 1월 13일까지 매주 토요일 밤 11시 ~ 12시에 방송된 코미디 버라이어티 프로그램이다.

## 출연자
- 신동엽, 정형돈, 김새롬, 이병진, 자두, 김늘메, 허성욱, 권용운, 홍연실

## 방송 목록
| 회차 | 방영 일자        | 내용 | 게스트   | 비고   |
| ---- | ---------------- | --- | -------- | ------ |
| 1    | 2006년 10월 28일 | - 감각프로젝트 <오감토크> - 미션프로젝트 <웃음을 참아라> - M Live <양동근> - 꽁트 - 유괴수사대 / 이기적인 남자친구 / 욕쟁이 할머니 / 탁월한 안목 / 은하수 다방 / 면접                          |          |        |
| 2    | 2006년 11월 4일  | - 감각프로젝트 <오감토크> - 미션프로젝트 <웃음을 참아라> - M Live <이정현> - 꽁트 - 어디가 제일 예뻐 / 맛있는 땅콩 / 아빠의 사랑 / 은밀한 유혹 / 갖고 싶어 / 그녀의 취향                       | 이정현   |        |
| 3    | 2006년 11월 11일 | - 감각프로젝트 <오감토크> - 미션프로젝트 <웃음을 참아라> - 꽁트 - 뜨거운 가족 / 잘못된 판단 / 도로위의 흑기사 / 감수성 도둑 / 건망증 닥터리                                                    | 박철     |        |
| 4    | 2006년 11월 18일 | - 감각프로젝트 <오감토크> - 미션프로젝트 <웃음을 참아라> - M Live <거북이 (음악 그룹)> - 꽁트 - 친절한 지영씨 / 병원은 사랑을 싣고 / 면접 / 욕쟁이 할머니                                      | 백지영   |        |
| 5    | 2006년 11월 25일 | - 감각프로젝트 <오감토크> - 미션프로젝트 <웃음을 참아라 - 찜질방> - 꽁트 - 어떤 유혹 / 심란한 수능 전야 / 가정 방문                                                                            | MC몽     |        |
| 6    | 2006년 12월 2일  | - 감각프로젝트 <오감토크> - 미션프로젝트 <웃음을 참아라 - 무인도> - M Live <김현정> - 꽁트 - 취조 / 내겐 아주 특별한 전문의 / 동료애 / 마지막 잎새                                             | 김현정   |        |
| 7    | 2006년 12월 9일  | - 감각프로젝트 <오감토크> - 미션프로젝트 <웃음을 참아라 - 지하철> - M Live <손호영> - 꽁트 - 계산은 확실히 / 인질범의 요구사항 / 사장의 고백                                                   | 손호영   |        |
| 8    | 2006년 12월 16일 | - 감각프로젝트 <오감토크> - 미션프로젝트 <웃음을 참아라 - 청학동 감각서당> - 꽁트 - 10년만의 동창회모임(찰스편) / 단둘이 있고 싶어 / 귀신이 다 보여                                            | 찰스     |        |
| 9    | 2006년 12월 23일 | - 오프닝 <케익 미션> - 감각프로젝트 <오감토크> - 미션프로젝트 <웃음을 참아라 - 북극 산타마을> - M Live <바다> - 꽁트 - 러브 엑츄얼리 / 산타들의 크리스마스 2부 / 성냥팔이 소녀 / 경찰이 됐어요 | 바다     |        |
| 10   | 2006년 12월 30일 | - 감각프로젝트 <오감토크> - 미션프로젝트 <웃음을 참아라 - 아듀~2006 송년특집> - 꽁트 - 행운의 지폐(김성수편) / 초보 점쟁이 / 자사모                                                            | 김성수   |        |
| 11   | 2007년 1월 6일   | - 감각프로젝트 <오감토크> - 미션프로젝트 <웃음을 참아라 - 2007 신년 달력> - M Live <브라이언> - 꽁트 - 원조교제 / Tribute to 조용필 / 우정을 위하여                                            | 브라이언 |        |
| 12   | 2007년 1월 13일  | Best 모음 |          | 최종회 |